# Суђење Врховној команди
Суђење Врховној команди, званично САД против Вилхелма фон Леба и др. (енгл. The United States of America vs. Wilhelm von Leeb, et. al) (30. децембар 1947 — 28. октобар 1948) било је суђење четрнаесторици високих официра Вермахта и бивших чланова Врховне команде који су оптужени за злочине против мира, ратне злочине против ратних заробљеника, и злочине против човечности на окупираним територијама.
Суђење је водио Војни трибунал V-A - судије Џон Јанг, Винфилд Хејл и Џастин Хардинг.
Један оптужени (Јоханес Бласковиц) извршио је самоубиство, двојица оптужених су ослобођени, а остали су осуђени на затворске казне у трајању од три године до доживотног затвора.